# Tecnologia stealth

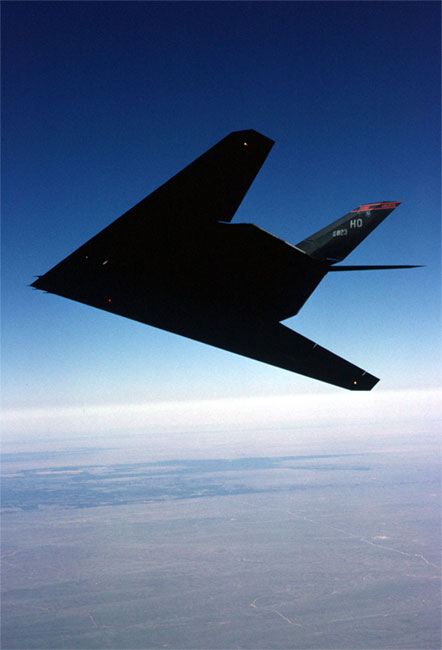
Um caça F-117 Nighthawk.

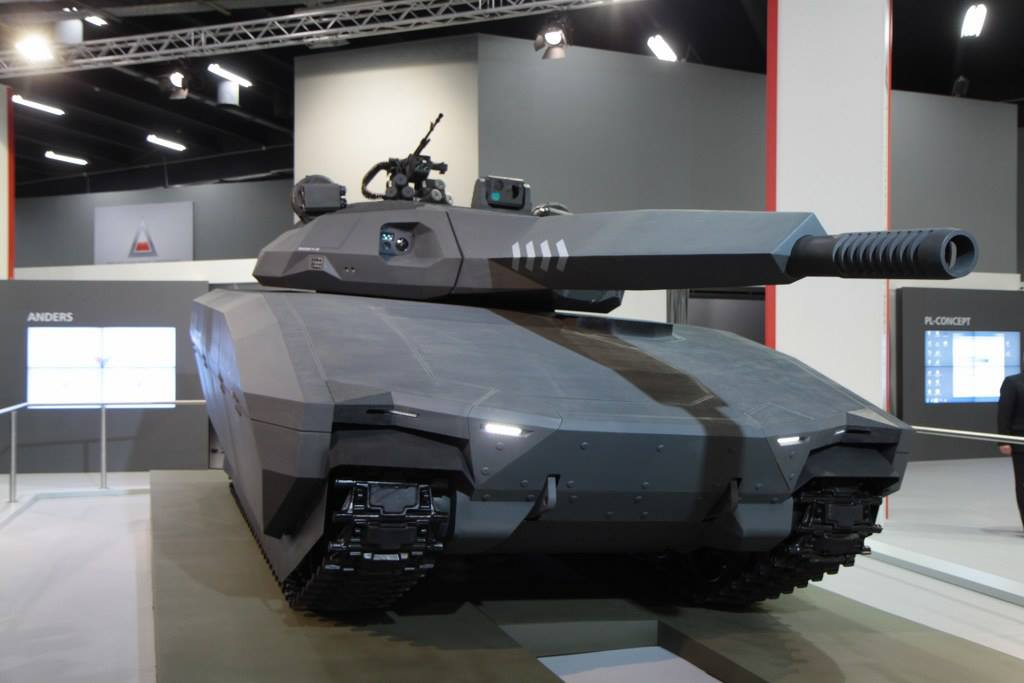
O blindado polaco-britânico PL-01.

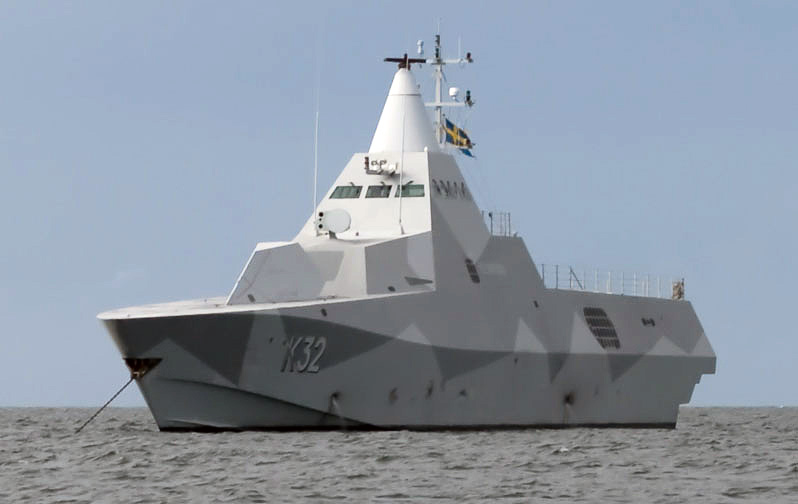
A corveta sueca HSwMS Helsingborg

Tecnologia stealth ("furtiva"), também referido como "baixa tecnologia observável" (low observable technology ou ainda "tecnologia LO"), é uma subdisciplina de táticas militares e contramedidas eletrônicas passivas e ativas, que cobre um grupo de métodos para fazer pessoas, aeronaves, navios, submarinos, mísseis, satélites e veículos terrestres se tornarem menos visíveis (idealmente invisíveis) a radar, infravermelho, sonar e outras técnicas de detecção avançadas. Corresponde à camuflagem militar para essas partes do espectro eletromagnético (como camuflagem multi-espectral).
Desenvolvimento de tecnologias camufladas modernas nos Estados Unidos começou em 1958, onde tentativas anteriores de impedir o rastreamento por radar de seus aviões espiões U-2 durante a Guerra Fria pela União Soviética foram malsucedidas. Os designers passaram a desenvolver uma forma específica para aviões que tendia a reduzir a detecção por redirecionamento de ondas de radiação eletromagnética dos radares. Material absorvente de radiação também foi testado e deveria reduzir ou bloquear sinais de radar que refletiam em sua superfície da aeronave. Essas mudanças na forma e na composição da superfície compreendem a tecnologia furtiva, como atualmente usada no Northrop Grumman B-2 Spirit, o "Stealth Bomber".
O conceito de camuflagem furtiva (stealth) é operar ou se esconder, sem dar às forças inimigas nenhuma indicação quanto à presença de forças amigas. Este conceito foi explorado pela primeira vez por meio de camuflagem para fazer a aparência de um objeto se misturar com o fundo visual. Como a potência das tecnologias de detecção e interceptação (radar, detectores de infravermelho, mísseis terra-ars, etc.) melhoraram, o mesmo aconteceu com a extensão em que o projeto e a operação de militares e veículos foram afetados em resposta. Alguns uniformes militares são tratados com produtos químicos para reduzir sua assinatura infravermelha. Um veículo moderno stealth é projetado desde o início para ter uma escolha assinatura espectral. O grau de furtividade incorporado em um determinado design é escolhido de acordo com as ameaças de detecção projetadas.